# Olympische Winterspelen 1952
De VIe Olympische Winterspelen werden in 1952 gehouden in Oslo, Noorwegen. Ook Lake Placid en Cortina d'Ampezzo stelden zich kandidaat. De Spelen werden voor het eerst in Noorwegen gehouden, het land waar het moderne skiën was ontstaan. Oslo was unaniem gekozen als gaststad voor deze Spelen.

## Hoogtepunten
- Voor het eerst werd de olympische vlam ontstoken tijdens de Winterspelen. Het vuur werd aangestoken in thuisstad van Sondre Nordheim, de eerste beroemde skiër. In een estafette met 94 skiërs werd de vlam naar Oslo gebracht waar Eigil Nansen, de kleinzoon van de beroemde ontdekkingsreiziger Fridtjof Nansen, het vuur bij het stadion ontstak.
- De Noorse schaatser Hjalmar Andersen was de ster van de Spelen: hij won drie gouden medailles (1500, 5000 en 10.000 meter), en zijn voorsprong op de nummer twee op de vijf en tien kilometer is nog steeds de grootste uit de olympische historie.
- Bij het alpineskiën stond de combinatie niet meer op het programma, daarvoor in de plaats werd de reuzenslalom voor het eerst afgewerkt.
- Bij de vrouwen won de negentienjarige Andrea Mead-Lawrence (VS) zowel de reuzenslalom als de slalom.
- Het schansspringen werd afgewerkt op de legendarische springschans van Holmenkollen in Oslo. Noorwegen kaapte daar het goud en het zilver weg in het springen: goud voor Arnfinn Bergmann, zilver voor Torbjörn Falkanger.

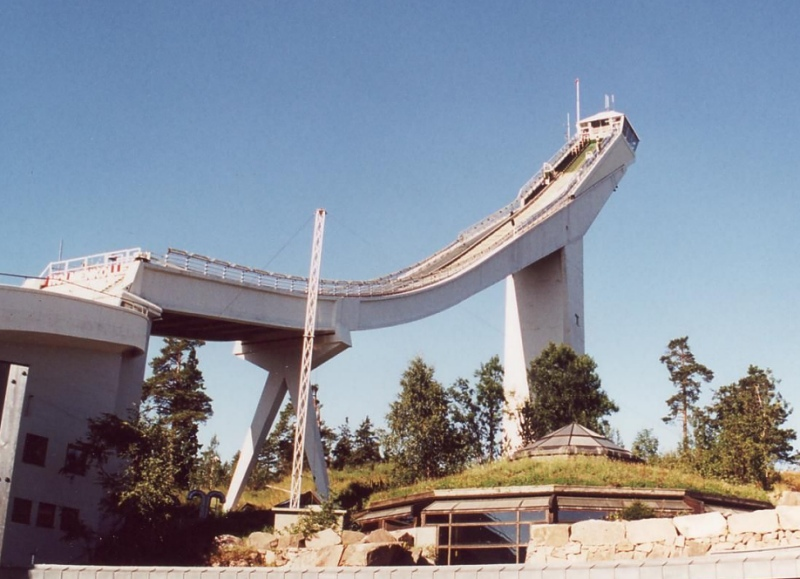
Holmenkollen, Oslo, Noorwegen

## Nederlandse prestaties
- Tijdens de openingsceremonie werd het Nederlandse team (negen mannen en twee vrouwen) voorafgegaan door Wim van der Voort (schaatsen) die de vlag droeg.
- Voor het eerst tijdens de Olympische Winterspelen valt Nederland in de prijzen; Kees Broekman werd tweemaal tweede achter de ongenaakbare Andersen.
- Wim van der Voort was twee jaar lang de beste op de 1500 meter, maar moest het nu afleggen tegen Andersen. Andersen reed eerst en tijdens de race van Van der Voort begon het te sneeuwen waardoor hij een goede tijd kon vergeten.

### Nederlandse medailles
| Medaille   | Winnaar           | Onderdeel            |
| ---------- | ----------------- | -------------------- |
| Zilver (3) | Kees Broekman     | schaatsen, 5000 m.   |
| Zilver (3) | Kees Broekman     | schaatsen, 10.000 m. |
| Zilver (3) | Wim van der Voort | schaatsen, 1500m.    |

## Belgische prestaties
- België nam deel in het bobsleeën, het skiën en het hardrijden op de schaats, maar haalde geen medailles.

## Disciplines
Tijdens de Olympische Winterspelen van 1952 werd er gesport in vier takken van sport. In acht disciplines stonden 22 onderdelen op het programma. Bandy was de enige demonstratiesport.
| Sport             | Discipline         | Onderdelen                | Onderdelen            | Onderdelen                        | Onderdelen                        |
| ----------------- | ------------------ | ------------------------- | --------------------- | --------------------------------- | --------------------------------- |
| Schaatssport      | Kunstrijden        | mannen                    | vrouwen               | paren                             | paren                             |
| Schaatssport      | Schaatsen          | 500 m (m)                 | 1500 m (m)            | 5000 m (m)                        | 10.000 m (m)                      |
| Skisport          | Alpineskiën        | afdaling (m) afdaling (v) | slalom (m) slalom (v) | reuzenslalom (m) reuzenslalom (v) | reuzenslalom (m) reuzenslalom (v) |
| Skisport          | Langlaufen         | 18 km (m) 10 km (v)       | 50 km (m)             | 4x10 km (m)                       | 4x10 km (m)                       |
| Skisport          | Noordse combinatie | individueel (m)           | individueel (m)       | individueel (m)                   | individueel (m)                   |
| Skisport          | Schansspringen     | individueel (m)           | individueel (m)       | individueel (m)                   | individueel (m)                   |
| Sleesport         | Bobsleeën          | 2-mansbob (m)             | 4-mansbob (m)         | 4-mansbob (m)                     | 4-mansbob (m)                     |
| IJshockey         | IJshockey          | mannen                    | mannen                | mannen                            | mannen                            |
| Demonstratiesport |                    |                           |                       |                                   |                                   |
| Bandy             | Bandy              | mannen                    | mannen                | mannen                            | mannen                            |

### Mutaties
| Sport       | Nieuw                             | Verdwenen (t.o.v. 1948)       | Wijzigingen/Opmerkingen |
| ----------- | --------------------------------- | ----------------------------- | ----------------------- |
| Alpineskiën | reuzenslalom (m) reuzenslalom (v) | combinatie (m) combinatie (v) | Nu 6 onderdelen         |
| Langlaufen  | 10 km (v)                         |                               | Nu 4 onderdelen         |
| Skeleton    |                                   | mannen                        | helemaal verdwenen      |
|             | 3                                 | 3                             |                         |

## Medaillespiegel
Er werden 67 medailles uitgereikt. Het IOC stelt officieel geen medailleklassement op, maar geeft desondanks een medailletabel ter informatie. In het klassement wordt eerst gekeken naar het aantal gouden medailles, vervolgens de zilveren medailles en tot slot de bronzen medailles.
In de volgende tabel staat de top-10. Het gastland heeft een blauwe achtergrond en het grootste aantal medailles in elke categorie is vetgedrukt.
Zie de medaillespiegel van de Olympische Winterspelen 1952 voor de volledige weergave.
| Plaats | Land             | NOC | Goud | Zilver | Brons | Totaal |
| ------ | ---------------- | --- | ---- | ------ | ----- | ------ |
| 1      | Noorwegen        | NOR | 7    | 3      | 6     | 16     |
| 2      | Verenigde Staten | USA | 4    | 6      | 1     | 11     |
| 3      | Finland          | FIN | 3    | 4      | 2     | 9      |
| 4      | Duitsland1       | GER | 3    | 2      | 2     | 7      |
| 5      | Oostenrijk       | AUT | 2    | 4      | 2     | 8      |
| 6      | Canada           | CAN | 1    | 0      | 1     | 2      |
| 6      | Italië           | ITA | 1    | 0      | 1     | 2      |
| 8      | Groot-Brittannië | GBR | 1    | 0      | 0     | 1      |
| 9      | Nederland        | NED | 0    | 3      | 0     | 3      |
| 10     | Zweden           | SWE | 0    | 0      | 4     | 4      |

1Alhoewel alle Duitse deelnemers uit West-Duitsland kwamen, nam volgens het IOC "Duitsland" deel en niet "West-Duitsland". Bij de drie volgende edities kwam een gezamenlijk Duits team in actie met deelnemers uit de beide Duitslanden.

## Deelnemende landen

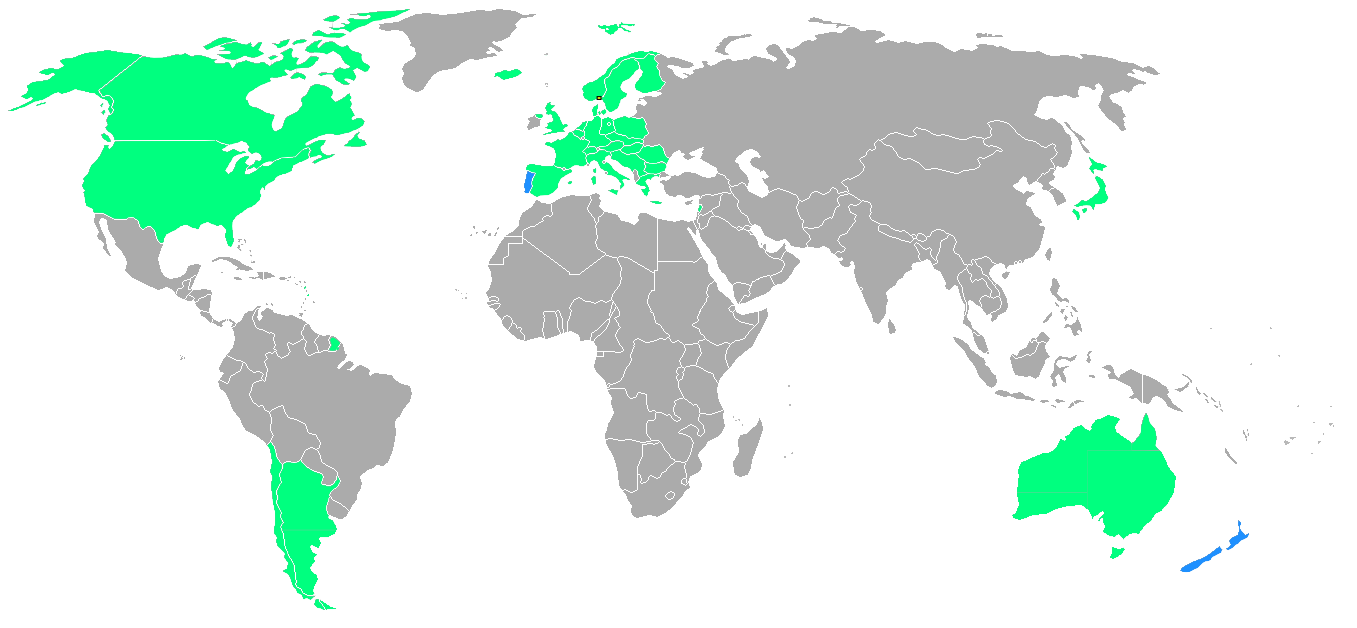

Dertig landen namen deel aan de Spelen, een record tot dan toe. Hun debuut maakten Nieuw-Zeeland en Portugal. Duitsland en Japan waren weer welkom. Australië nam ook weer deel. Ten opzichte van de vorige editie ontbraken Liechtenstein, Turkije en Zuid-Korea. Het Duitse NOC, zoals dat voor de Tweede Wereldoorlog bestond, bestond nog steeds en was nog niet gesplitst in een West- en Oost-Duits NOC. Dit zou pas vanaf 1968 het geval zijn. Tot die tijd kwam een verenigd Duits team in actie. In 1952 onder de naam "Duitsland" en vervolgens als "Duits eenheidsteam". Oost-Duitsland wilde in 1952 niet in een verenigd Duits team deelnemen waardoor het team alleen bestond uit West-Duitsers.